# Dannette Young
Dannette Louise Young-Stone, ameriška atletinja, * 6. oktober 1964, Jacksonville, Florida, ZDA.
Nastopila je na poletnih olimpijskih igrah v letih 1988, 1992 in 1996, leta 1988 je osvojila naslov olimpijske prvakinje v štafeti 4×100 m, leta 1992 srebrno medaljo v štafeti 4×400 m, leta 1996 se je v teku na 200 m uvrstila v polfinale.